# Pentatomomorfe
Pentatomomorfele (Pentatomomorpha) este un infraordin de insecte din ordinul hemipterelor. Ele se caracterizează prin următoarele: antenele au 4 sau 5 segmente; hemielitrele fără fractură costală sau cuneus; aripa posterioară cu nervurile radiale și mediale separată distal; pe abdomen se află de obicei trihobotrii; ouăle sunt neoperculate și nu sunt implantate în substrat; glandele salivare auxiliare sunt lungi, tubulare;spermateca prezentă, unică. Sunt insecte terestre, majoritatea fitofage, câteva micetofage sau prădătoare. Pentatomomorfele cuprind multe specii dăunătoare plantelor cultivate.

## Sistematica
Infraordinul pentatomomorfelor conține  5 suprafamii:
- Aradoidea
- Pentatomoidea
- Coreoidea
- Lygaeoidea
- Pyrrhocoroidea